# Karina Johnson
Karina Sinding Johnson (ur. 1 maja 1991 w Los Angeles) – duńska łyżwiarka figurowa startująca w konkurencji solistek. Uczestniczka mistrzostw Europy i świata oraz czterokrotna mistrzyni Danii (2009–2012). Zakończyła karierę amatorską w styczniu 2013 r.
Jej ojciec, a zarazem trener, jest Amerykaninem, a matka Dunką. Oboje byli łyżwiarzami.

## Osiągnięcia
| Zawody                                | 04–05          | 05–06          | 06–07          | 07–08          | 08–09          | 09–10          | 10–11          | 11–12          | 12–13          |                |                |                |                |                |                |                |                |
| Międzynarodowe                        | Międzynarodowe | Międzynarodowe | Międzynarodowe | Międzynarodowe | Międzynarodowe | Międzynarodowe | Międzynarodowe | Międzynarodowe | Międzynarodowe | Międzynarodowe | Międzynarodowe | Międzynarodowe | Międzynarodowe | Międzynarodowe | Międzynarodowe | Międzynarodowe | Międzynarodowe |
| ------------------------------------- | -------------- | -------------- | -------------- | -------------- | -------------- | -------------- | -------------- | -------------- | -------------- | -------------- | -------------- | -------------- | -------------- | -------------- | -------------- | -------------- | -------------- |
| Mistrzostwa świata                    |                |                |                |                |                | 35             | 26             | 35             |                |                |                |                |                |                |                |                |                |
| Mistrzostwa Europy                    |                |                |                |                | 35             | 32             | 17             | 24             |                |                |                |                |                |                |                |                |                |
| Bavarian Open                         |                |                |                |                |                |                |                | 17             |                |                |                |                |                |                |                |                |                |
| International Cup of Nice             |                |                |                |                |                | 15             |                |                |                |                |                |                |                |                |                |                |                |
| Nebelhorn Trophy                      |                |                |                |                |                | 20             | 10             |                |                |                |                |                |                |                |                |                |                |
| U.S. International Classic            |                |                |                |                |                |                |                |                | 8              |                |                |                |                |                |                |                |                |
| Mistrzostwa nordyckie                 |                |                |                |                | 8              | 6              | 7              | 9              |                |                |                |                |                |                |                |                |                |
| Międzynarodowe: Kategorie młodzieżowe |                |                |                |                |                |                |                |                |                |                |                |                |                |                |                |                |                |
| Mistrzostwa świata juniorów           |                |                |                |                | 29             | 16             |                |                |                |                |                |                |                |                |                |                |                |
| JGP w Chorwacji                       |                |                |                | 22             |                |                |                |                |                |                |                |                |                |                |                |                |                |
| JGP w Meksyku                         |                |                |                |                | 7              |                |                |                |                |                |                |                |                |                |                |                |                |
| JGP w Niemczech                       |                |                |                | 16             |                |                |                |                |                |                |                |                |                |                |                |                |                |
| JGP w Wielkiej Brytanii               |                |                |                |                | 10             |                |                |                |                |                |                |                |                |                |                |                |                |
| Copenhagen Trophy                     |                | 17 N           |                | 3 J            |                |                |                |                |                |                |                |                |                |                |                |                |                |
| Merano Cup                            |                | 10 N           |                |                |                |                |                |                |                |                |                |                |                |                |                |                |                |
| Triglav Trophy                        |                |                | 2 J            |                |                |                |                |                |                |                |                |                |                |                |                |                |                |
| Mistrzostwa nordyckie                 |                | 14 J           | 10 J           | 10 J           |                |                |                |                |                |                |                |                |                |                |                |                |                |
| Krajowe                               |                |                |                |                |                |                |                |                |                |                |                |                |                |                |                |                |                |
| Mistrzostwa Danii                     | 1 N            | 3 J            | 2 J            | 1 J            | 1              | 1              | 1              | 1              | 2              |                |                |                |                |                |                |                |                |